# بلندل
بلندل (انگلیسی: Blendle) شرکت نرم‌افزار هلندی است، که در سال ۲۰۱۳ تأسیس شد‌.